# Nils Stedt
Nils Stedt, född 17 oktober 1679, död 17 december 1736, var en svensk lagman.

## Biografi
Nils Stedt föddes 1679. Han var son till ryttmästaren Stedt och Maria Schurman. Stedt var auskultant i Göta hovrätt och blev 13 september 1707 landssekreterare i Östergötlands län. Han blev 13 mars 1713 assessor i Göta hovrätt. Stedt adlades 20 oktober 1712 till Stedt och introducerades 1719 i Sveriges Riddarhus som nummer 1468. Han blev 1 september 1718 ordningsman i Närke, 1718 lagman i Västerviks lagsaga och 1719 lagman i Karlstads läns lagsaga. Stedt blev 1719 åter assessor i Göta hovrätt, 29 juli 1721 lagman i Hallands lagsaga och 27 mars 1729 lagman i Tiohärads lagsaga. Han avled 1736 och begravdes i Stedtska gravkoret på Svenarums kyrkogård.

### Egendom
Stedt ägde gårdarna Hooks herrgård, Norrhult, Stensjö och Svenarum i Svenarums socken. Han anlade 1728 Lindefors järnbruk på Hooks säteris ägor.

### Familj
Stedt gifte sig första gången 11 maj 1712 med Sara Catharina Linroth (1692–1718), dotter till majoren och brukspatronen Claes Linroth och Sara Ehrenpreus. De fick tillsammans barnen Sara Maria Stedt (1713–1798) som var gift med kammarherren Axel Linroth, Brita Catharina Stedt (1714–1796) som var gift med assessorn och brukspatronen Johan Gustaf Linroth, kammarherren Claes Henrik Stedt (1715–1786) och Anna Christina Stedt (1716–1737) som var gift med överdirektören Nils Ehrenpreus.
Stedt gifte sig andra gången 22 februari 1722 med Anna Maria Linroth (1687–1773), dotter till assessorn Johan Linroth och Brita Rokes. Anna Maria Linroth var änka efter ryttmästaren Erik Simzon.